# Jules Bordet Instituut
Het Jules Bordet Instituut is een Brussels, bicommunautair, openbaar ziekenhuis, deel uitmakend van de Iris-groep, dat is gespecialiseerd in oncologie. Het is genoemd naar Jules Bordet (1870–1961) een Belgische immunoloog en microbioloog die in 1919 voor zijn ontdekkingen op gebied van het immuunsysteem de Nobelprijs voor de Geneeskunde ontving.

## Historiek en architectuur

#### Openbaar ziekenhuis
Het Jules Bordet Instituut werd opgericht als universitair centrum voor kankerbestrijding door de Commissie voor Openbare Onderstand (de voorloper van het huidige OCMW) en de Université Libre de Bruxelles. Het is dus een verplegingsinstelling van publiek recht, zoals geregeld door de wet van 8 juli 1976 betreffende de Openbare Centra voor Maatschappelijk Welzijn.
Op 22 december 1995 nam de Brusselse Gemeenschappelijke Gemeenschapscommissie een ordonnantie aan, die een hoofdstuk XIIbis invoegt in de wet van 8 juli 1976 betreffende de Openbare Centra voor Maatschappelijk Welzijn. Het nieuwe begrip ‘koepelvereniging’ werd bijgevoegd. Als gevolg hiervan vormen, vanaf 1 januari 1996, de openbare ziekenhuizen van het Brussels Hoofdstedelijk Gewest een geïntegreerde interhospitalenkoepel: het Iris-netwerk.  Het netwerk bestaat uit 5 ziekenhuizen, verdeeld over 11 sites. Het Jules Bordet Instituut is een van de vijf ziekenhuizen. Het instituut  werkt nauw samen met het UMC Sint-Pieter en sinds 1 april 2006 ook met het voormalige privéziekenhuis César de Paepe.

#### Tweetalig
Aangezien Brussel (volgens artikel 4 van de Belgische Grondwet) tweetalig is, moeten de overheden, die op het grondgebied van het Brusselse Hoofdstedelijk Gewest bevoegdheden uitoefenen, voor al hun berichten en mededelingen zowel Frans als Nederlands gebruiken. Voor alle gepersonaliseerde schriftelijke en mondelinge communicatie en voor persoonlijke officiële documenten moet de overheid de taal gebruiken die de burger verkiest: Nederlands of Frans. Privé-ziekenhuizen of universitaire ziekenhuizen zijn niet wettelijk verplicht om patiënten in hun taal te bedienen. Maar openbare ziekenhuizen moeten wél de taalwetgeving inzake bestuurszaken volgen. Aangezien het J. Bordet Instituut een openbaar ziekenhuis is, zou dus al het personeel dat in 'contact komt' met het publiek, tot een zeker niveau tweetalig (Frans - Nederlands) moeten zijn. Dit is echter meer een de iure situatie dan een de facto situatie.

#### Architectuur
Het bouwwerk werd ontworpen door de architecten Gaston Brunfaut en Stanislas Jasinski tussen 1934 en 1936 en gebouwd tussen 1937 en 1939. De inauguratie van de gebouwen greep plaats in juni 1939. Het nieuwe gebouw werd van 1940 tot 1944 door de Wehrmacht gebruikt. Vanaf september 1944 door het Engelse leger. Pas op 1 oktober 1945 betrok het Bordet Instituut zijn nieuwe gebouwen.
Het ziekenhuis werd opgetrokken in nieuwe zakelijkheid-stijl. Het gebouw is een belangrijk voorbeeld van ziekenhuisarchitectuur uit deze periode. Het behoort tot de meest interessante modernistische gebouwen in Brussel. Intussen werd het reeds aanzienlijk verbouwd.
Het complex is een semi-vrijstaand gebouw met twee vleugels op een L-vormige plattegrond. Er zijn twee ondergrondse verdiepingen, een begane grond, een vleugel met zes en een vleugel met acht bovenverdiepingen. Oorspronkelijk had het ziekenhuis een capaciteit van 180 bedden: 120 bedden, meestal gemeenschappelijke kamers voor behoeftige patiënten, van het Jules Bordet Instituut en 60 bedden, vooral individuele kamers voor betalende patiënten, van de Héger Kliniek op de drie bovenste verdiepingen. Momenteel heeft het Jules Bordet Instituut 154 bedden.
De constructie was voor haar tijd vooruitstrevend, zowel op bouwtechnisch vlak als wat inplanting, ventilatie, klimatisatie en medisch-therapeutische uitrusting betreft. Vandaag bevindt het gebouw zich op de lijst van de te beschermen gebouwen van het Brussels Hoofdstedelijk Gewest.
Als modern functionerend gebouw voor een hedendaags ziekenhuis heeft het echter afgedaan. Dit is een van de redenen van de geplande verhuis van het Jules Bordet Instituut naar de site van het Franstalig, academisch Erasmusziekenhuis in Anderlecht. Deze verhuis was voorzien tegen 2012 – 2013, maar de bouw heeft ernstige vertraging opgelopen. Het aantal bedden van het ziekenhuis zou verhoogd worden naar 250. In de huidige gebouwen zou er een eerstelijns preventiecentrum komen. Dit centrum zou als leverancier kunnen functioneren voor de gespecialiseerde centra zoals het Jules Bordet Instituut, het UMC Sint-Pieter, het Erasmusziekenhuis en alle ziekenhuizen van de Iris-netwerk.

## Universitaire diensten, functies en zorgprogramma
Bij Koninklijk Besluit van 25 september 2006 werden alle ziekenhuisdiensten, ziekenhuisfuncties en zorgprogramma's van het ziekenhuis Jules Bordet Instituut aangewezen als universitaire ziekenhuisdienst, universitaire ziekenhuisfunctie en universitair zorgprogramma.
Het KB van 20 maart 2007 bepaalt dat het Jules Bordet Instituut een aantal universitaire ziekenhuisdiensten krijgt, nl. de dienst voor diagnose en heelkundige behandeling (kenletter C) en de dienst voor diagnose en geneeskundige behandeling (kenletter D). Artikel 2 van ditzelfde KB bepaalt dat de functie voor intensieve zorg, de functie van palliatieve zorg en de functie van ziekenhuisapotheek als universitaire ziekenhuisfuncties aan het Bordet Instituut worden aangewezen. Het zorgprogramma voor oncologie van het ziekenhuis wordt een universitair zorgprogramma.
De voorstellen tot aanwijzing als universitaire ziekenhuisdienst, universitaire ziekenhuisfunctie of als universitair zorgprogramma, moeten aangevraagd worden door een faculteit geneeskunde van een universiteit met volledig leerplan (in casu: de ULB) en door de directeur van het betrokken ziekenhuis (in casu: het Jules Bordet Instituut) en moeten gericht worden aan de Minister van Volksgezondheid (in casu: Rudy Demotte). Het is op voordracht van de minister van Volksgezondheid dat de koning de hoger genoemde aanwijzingen toekent aan een ziekenhuis.
Het ziekenhuis was in 2021 een van de drie door de Europese Organisatie van Kankerinstituten (OECI) geaccrediteerd als een geïntegreerd multidisciplinair centrum voor kankerbehandeling en -onderzoek.